# Podgorje pri Letušu
Podgorje pri Letušu este o localitate din comuna Braslovče, Slovenia, cu o populație de 74 de locuitori.